# Stygnobrotula
Stygnobrotula is een monotypisch geslacht van straalvinnige vissen uit de familie van naaldvissen (Bythitidae).

## Soort
- Stygnobrotula latebricola Böhlke, 1957